# Лаборатория физических основ и технологий беспроводной связи
Лаборатория физических основ и технологий беспроводной связи (ФОТ БС) создана 11 ноября 2002 года по инициативе и при поддержке компании Intel на радиофизическом факультете ННГУ с целью соединения на базе новой структуры образовательной и исследовательской деятельности, а также для подготовки специалистов в области информационных и телекоммуникационных технологий.
Руководителем лаборатории стал к. ф.-м. н., доцент кафедры электродинамики Алексей Львович Умнов.
Сотрудники и стажеры Лаборатории выполняют инициативные учебно-исследовательские проекты, а также работают над заказными проектами, инициированными компаниями, представляющими индустрию высоких технологий.
Основное подразделение Лаборатории — учебно-исследовательская группа от трех до шести студентов или аспирантов. Вся деятельность группы направлена на осуществление конкретного проекта. Если для его эффективного выполнения студентам не хватает знаний, то организуются дополнительные лекции и семинары, приглашаются специалисты-консультанты.

## Образовательная деятельность Лаборатории
- Лекции, образовательные семинары, самостоятельные занятия, выполнение лабораторных работ.
- Научные семинары Лаборатории, посвященные актуальным направлениям исследований.
- Проведение Школ молодых ученых и научных конференций.
- Выполнение и успешная защита учебных, курсовых, дипломных и диссертационных работ на базе и по тематике Лаборатории.
- Привлечение студентов к научно-исследовательской работе.

## Исследовательская деятельность Лаборатории
- Выполнение инициативных и исследовательских проектов.
- Участие в конференциях.
- Публикации статей; патентование изобретений.
- Взаимодействие с академическими и исследовательскими институтами.
- Проведение научных экспертиз.
- Развитие лабораторной базы.

## Фокусные направления
- Электродинамика беспроводных систем связи (антенные устройства, СВЧ цепи);
- Цифровая обработка сигналов;
- Новые технологии передачи информации;
- Электромагнитная совместимость;
- Разработка процессоров на базе ПЛИС;
- Сетевые технологии.

В области бизнеса:
- Анализ рынка информационных и телекоммуникационных технологий;
- Менеджмент в области управления высокотехнологичными проектами;
- Инновационное предпринимательство.